# FK Sloboda Novi Grad
FK Sloboda je nogometni klub iz Bosne i Hercegovine, sa sjedištem Republici Srpskoj u Bosanskomu Novom (srp. Novi Grad).
Osnovan je 1910. Klupske boje 1932. bile su crvena i bijela, dok je za godinu osnutka navedena 1911.
Nogometnu karijeru u Slobodi je započeo Dinamov dugogodišnji igrač i povremeni državni reprezentativac Džemal Mustedanagić.